# Thomas Friess
Thomas Friess (* 3. Jänner 1985 in Bad Radkersburg) ist ein österreichischer Fußballspieler auf der Position eines Abwehrspielers in der Innenverteidigung. Zurzeit spielt er beim SV Horn in der zweitklassigen 2. Liga.

## Karriere
Friess begann seine aktive Karriere als Fußballspieler beim SV Halbenrain im heutigen steirischen Bezirk Südoststeiermark. Im Jahre 2000 kam er zum SK Sturm Graz, wo er in der Saison 2004/05 seinen ersten Profieinsatz in der Kampfmannschaft verzeichnen konnte. Sein Debüt feierte er am 29. Mai 2005 beim 3:1-Auswärtssieg gegen die SV Mattersburg, bei dem er in der 58. Spielminute für Gernot Suppan ausgewechselt wurde. Insgesamt kam er zu vier Einsätzen für die Bundesligamannschaft. Weiters spielte Friess von 2007 bis 2008 bei der Amateurmannschaft der Grazer in der Regionalliga Mitte, für die er in 20 Spielen zum Einsatz kam und dabei ein Tor erzielte. In der Sommerpause vor der Saison 2008/09 transferierte Friess zum DSV Leoben in die zweitklassige Erste Liga und blieb auch nach Vollzugsmeldungen bezüglich eines Wechsels zum SKN St. Pölten und einem Probetraining beim SK Austria Kärnten bei den Obersteirern, mit denen er in weiterer Folge in die Drittklassigkeit abstieg. Im Jänner 2010 wechselte von der Regionalliga wiederum zurück in die Erste Liga, wo er beim TSV Hartberg unterschrieb.